# Округ Холмс (Флорида)
Холмс (енгл. Holmes County) је округ у америчкој савезној држави Флорида. По попису из 2010. године број становника је 19.927.

## Демографија
Према попису становништва из 2010. у округу је живело 19.927 становника, што је 1.363 (7,3%) становника више него 2000. године.
| Група             | 2000.          | 2010.          |
| Белци             | 16.501 (88,9%) | 17.722 (88,9%) |
| Афроамериканци    | 1.208 (6,5%)   | 1.147 (5,8%)   |
| Азијати           | 72 (0,4%)      | 87 (0,4%)      |
| Хиспаноамериканци | 358 (1,9%)     | 444 (2,2%)     |
| Укупно            | 18.564         | 19.927         |